# Trophée NHK 2010
Navigation
Édition précédente Édition suivante
Le Trophée NHK (en anglais : NHK Trophy) est une compétition internationale de patinage artistique qui se déroule au Japon au cours de l'automne. Il accueille des patineurs amateurs de niveau senior dans quatre catégories: simple messieurs, simple dames, couple artistique et danse sur glace.
Le trente-deuxième Trophée NHK est organisé du 21 au 24 octobre 2010 au Nippon Gaishi Hall de Nagoya. Il est la première compétition du Grand Prix ISU senior de la saison 2010/2011.

## Résultats

### Messieurs

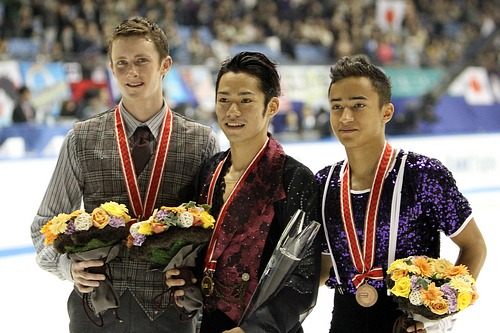
Podium des Messieurs

| Rang | Nom                  | Pays       | Points | Programme court | Programme court | Programme libre | Programme libre |
| ---- | -------------------- | ---------- | ------ | --------------- | --------------- | --------------- | --------------- |
| 1    | Daisuke Takahashi    | Japon      | 234.79 | 1               | 78.04           | 1               | 156.75          |
| 2    | Jeremy Abbott        | États-Unis | 218.19 | 2               | 74.62           | 3               | 143.57          |
| 3    | Florent Amodio       | France     | 213.77 | 4               | 70.01           | 2               | 143.76          |
| 4    | Yuzuru Hanyu         | Japon      | 207.72 | 5               | 69.31           | 4               | 138.41          |
| 5    | Shawn Sawyer         | Canada     | 193.80 | 3               | 70.15           | 8               | 123.65          |
| 6    | Takahito Mura        | Japon      | 191.85 | 9               | 63.20           | 6               | 128.65          |
| 7    | Jialiang Wu          | Chine      | 189.58 | 8               | 64.06           | 7               | 125.52          |
| 8    | Kevin Van Der Perren | Belgique   | 189.41 | 11              | 55.31           | 5               | 134.10          |
| 9    | Ross Miner           | États-Unis | 186.62 | 7               | 64.85           | 10              | 121.77          |
| 10   | Adrian Schultheiss   | Suède      | 181.47 | 10              | 62.24           | 11              | 119.23          |
| 11   | Jeremy Ten           | Canada     | 176.48 | 12              | 54.48           | 9               | 122.00          |
| 12   | Denis Ten            | Kazakhstan | 171.68 | 6               | 68.74           | 12              | 102.94          |

### Dames

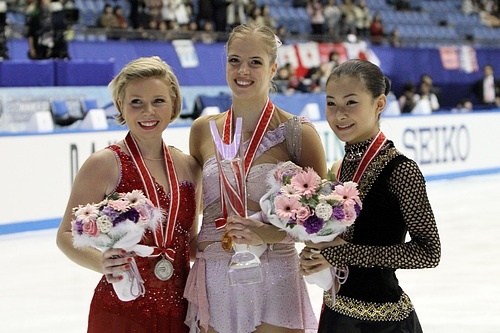
Podium des Dames

| Rang | Nom                  | Pays        | Points | Programme court | Programme court | Programme libre | Programme libre |
| ---- | -------------------- | ----------- | ------ | --------------- | --------------- | --------------- | --------------- |
| 1    | Carolina Kostner     | Italie      | 164.61 | 1               | 57.27           | 2               | 107.34          |
| 2    | Rachael Flatt        | États-Unis  | 161.04 | 3               | 53.69           | 1               | 107.35          |
| 3    | Kanako Murakami      | Japon       | 150.16 | 2               | 56.10           | 5               | 94.06           |
| 4    | Kiira Korpi          | Finlande    | 148.44 | 5               | 52.60           | 4               | 95.84           |
| 5    | Ashley Wagner        | États-Unis  | 143.73 | 4               | 52.93           | 6               | 90.80           |
| 6    | Elene Gedevanishvili | Géorgie     | 141.52 | 9               | 44.51           | 3               | 97.01           |
| 7    | Caroline Zhang       | États-Unis  | 133.86 | 6               | 50.71           | 9               | 83.15           |
| 8    | Mao Asada            | Japon       | 133.40 | 8               | 47.95           | 8               | 85.45           |
| 9    | Viktoria Helgesson   | Suède       | 130.11 | 10              | 43.66           | 7               | 86.45           |
| 10   | Léna Marrocco        | France      | 122.03 | 11              | 41.67           | 10              | 80.36           |
| 11   | Jenna McCorkell      | Royaume-Uni | 121.52 | 7               | 49.07           | 11              | 72.45           |
| 12   | Diane Szmiett        | Canada      | 88.33  | 12              | 31.90           | 12              | 56.43           |

### Couples

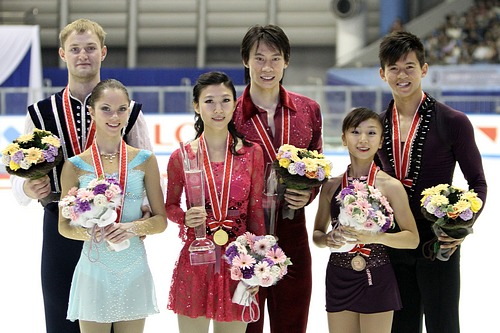
Podium des couples artistiques

| Rang | Nom                                | Pays       | Points | Programme court | Programme court | Programme libre | Programme libre |
| ---- | ---------------------------------- | ---------- | ------ | --------------- | --------------- | --------------- | --------------- |
| 1    | Pang Qing / Tong Jian              | Chine      | 189.37 | 1               | 67.10           | 1               | 122.27          |
| 2    | Vera Bazarova / Yuri Larionov      | Russie     | 173.83 | 2               | 60.16           | 2               | 113.67          |
| 3    | Narumi Takahashi / Mervin Tran     | Japon      | 155.66 | 3               | 57.23           | 4               | 98.43           |
| 4    | Caitlin Yankowskas / John Coughlin | États-Unis | 154.88 | 6               | 54.19           | 3               | 100.69          |
| 5    | Caydee Denney / Jeremy Barrett     | États-Unis | 152.38 | 4               | 55.03           | 7               | 97.35           |
| 6    | Mylène Brodeur / John Mattatall    | Canada     | 151.97 | 5               | 54.28           | 6               | 97.69           |
| 7    | Maylin Hausch / Daniel Wende       | Allemagne  | 148.31 | 7               | 50.49           | 5               | 97.82           |
| 8    | Zhang Yue / Wang Lei               | Chine      | 138.55 | 8               | 49.72           | 8               | 88.83           |

### Danse sur glace

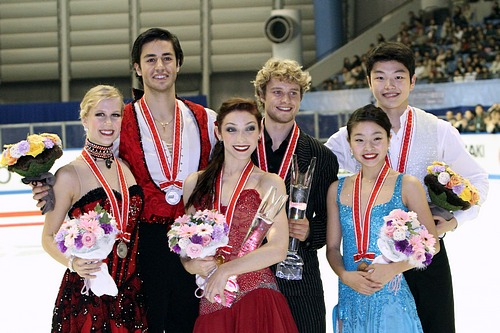
Podium de la danse sur glace

| Rang | Nom                               | Pays               | Points | Danse courte | Danse courte | Danse libre | Danse libre |
| ---- | --------------------------------- | ------------------ | ------ | ------------ | ------------ | ----------- | ----------- |
| 1    | Meryl Davis / Charlie White       | États-Unis         | 165.21 | 1            | 66.97        | 1           | 98.24       |
| 2    | Kaitlyn Weaver / Andrew Poje      | Canada             | 141.57 | 2            | 58.69        | 3           | 82.88       |
| 3    | Maia Shibutani / Alex Shibutani   | États-Unis         | 136.93 | 5            | 53.68        | 2           | 83.25       |
| 4    | Elena Ilinykh / Nikita Katsalapov | Russie             | 135.05 | 3            | 56.89        | 4           | 78.16       |
| 5    | Anna Cappellini / Luca Lanotte    | Italie             | 127.43 | 4            | 55.68        | 5           | 71.75       |
| 6    | Lucie Myslivečková / Matěj Novák  | République tchèque | 115.17 | 6            | 45.20        | 6           | 69.97       |
| 7    | Cathy Reed / Chris Reed           | Japon              | 114.52 | 7            | 44.90        | 7           | 69.62       |
| 8    | Penny Coomes / Nicholas Buckland  | Royaume-Uni        | 109.80 | 8            | 43.52        | 8           | 66.28       |
| 9    | Yu Xiaoyang / Wang Chen           | Chine              | 102.65 | 9            | 43.50        | 9           | 59.15       |
| 10   | Dora Turoczi / Balazs Major       | Hongrie            | 87.40  | 10           | 32.68        | 10          | 54.72       |

## Sources
- Résultats du Trophée NHK 2010 sur le site de l'ISU
- Patinage Magazine N°124 (Novembre/Décembre 2010)